# Dorsale dei Cartografi
La dorsale dei Cartografi è una catena montuosa dell'Antartide. Situata nella regione nord-occidentale della Dipendenza di Ross, e in particolare in corrispondenza della costa di Borchgrevink, davanti al mare di Ross, la catena, che fa parte del più vasto gruppo montuoso dei monti della Vittoria, a sua volta parte dei monti Transantartici, si estende in direzione est-ovest per circa 60 km, raggiungendo una larghezza di circa 25 km. La catena, la cui vetta più elevata, situata alla sua estremità occidentale, raggiunge i 2630 m s.l.m., è delimitata a nord dal ghiacciaio Pearl Harbor, a sud dal ghiacciaio Hearfield, a ovest dal ghiacciaio DeWald e a est dal ghiacciaio Tucker.

## Storia
La dorsale dei Cartografi è stata mappata da membri dello United States Geological Survey (USGS) grazie a fotografie aeree scattate dalla marina militare statunitense nel periodo 1960-64, e così battezzata dal Comitato consultivo dei nomi antartici in onore di tutti i cartografi e i tecnici cartografici del reparto speciale dedicato alle mappe dell'USGS.